# Schweinfurter Rhön
Die Schweinfurter Rhön ist eine ca. 255 km² große und bis auf 421 m ü. NN ansteigende Hochebene im unterfränkischen Landkreis Schweinfurt und im Landkreis Haßberge. Sie ist zum Main hin durch zahlreiche Täler eingeschnitten und hat hier den Charakter eines Berglandes. Sie liegt nordöstlich der kreisfreien Stadt Schweinfurt.
Der Name Schweinfurter Rhön entstammt dem Volksmund und ist die geläufigste Bezeichnung für den Naturraum Hesselbacher Waldland, der mit ihr identisch ist.  Die Landschaft wurde in früherer Zeit auch Schlettach genannt. In neuerer Zeit wurde die Gemeindeallianz Schweinfurter OberLand gegründet, die den Naturraum umfasst und im Norden etwas darüber hinaus greift.
In der Schweinfurter Rhön liegt Bayerns größtes Nationales Naturerbe.

## Geographie

### Lage
Die Schweinfurter Rhön liegt etwa zu zwei Dritteln der Fläche im Landkreis Schweinfurt, das östliche Drittel gehört zum Landkreis Haßberge und ein kleiner Randstreifen im Nordwesten zum Landkreis Bad Kissingen. Ferner liegt die kreisfreie Stadt Schweinfurt mit ihren nordöstlichen Gebieten in ihr. Die Schweinfurter Rhön wird im Süden vom Tal des Mains, im Westen von den Tälern des Marienbachs und der oberen Wern, im Norden vom Tal der oberen Lauer und im Osten vom Haßgau begrenzt.
Die Haßberge liegen 6 Kilometer nordöstlich, die Vorrhön 12 Kilometer nordwestlich und die Hochrhön 25 Kilometer von der Schweinfurter Rhön entfernt.

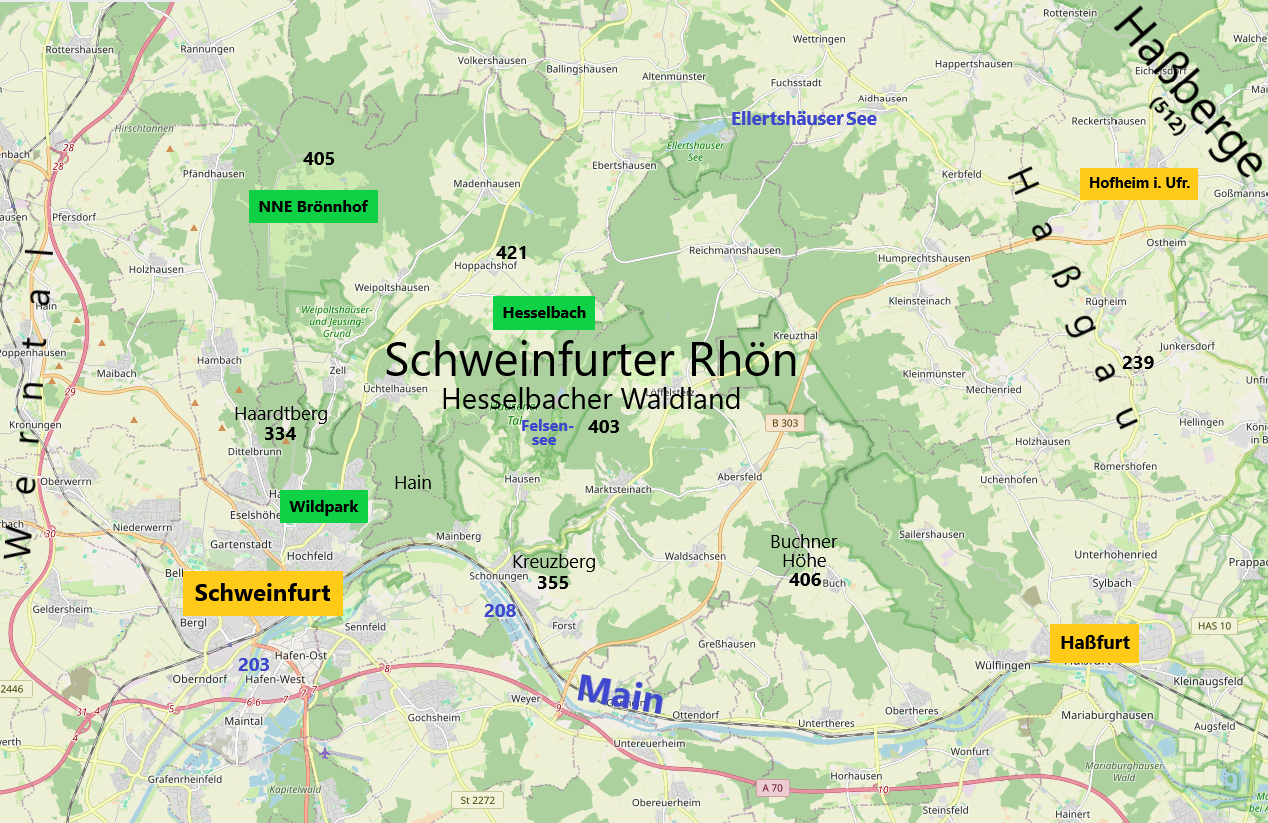
Schweinfurter Rhön mit Ellertshäuser See und Nationalem Naturerbe Brönnhof
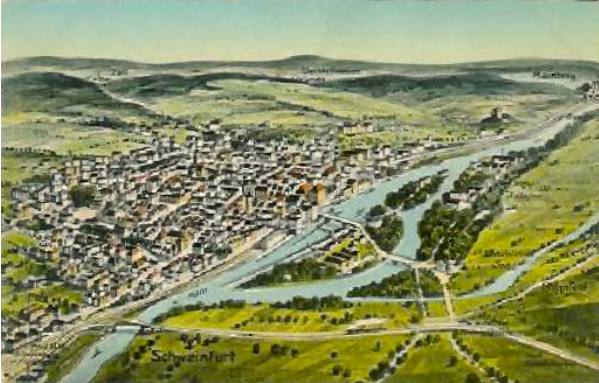
Schweinfurt mit Schweinfurter Rhön um 1910

1 Der Schweinfurter Hauptbahnhof wurde nachträglich eingezeichnet, unter Weglassung bereits erfolgter Stadterweiterungen

### Höchste Punkte
Der höchste Punkt der Schweinfurter Rhön liegt mit 421 m ü. NN 500 m nordöstlich von Hoppachshof. Die Höhe der Schweinfurter Rhön wird in nahezu allen Veröffentlichungen etwas zu niedrig angegeben, so auch vom Bundesamt für Naturschutz mit 416 m ü. NN. Der höchste Punkt im Landkreis Haßberge ist mit 406 m ü. NN die Buchner Höhe nahe dem Dorf Buch. Der höchste Punkt im Landkreis Bad Kissingen liegt mit 387 m ü. NN im Waldgebiet Jungholz, 3 km südwestlich von Maßbach.
In der Schweinfurter Rhön liegt die höchstgelegene Ortschaft des Landkreises Schweinfurt Hoppachshof (403 m ü. NN). Die höchstgelegenen Berge des Landkreises Schweinfurt liegen jedoch außerhalb der Schweinfurter Rhön, in den Haßbergen und im Steigerwald (siehe Landkreis Schweinfurt, Lage).

### Relief
Die Hochebene der Schweinfurter Rhön liegt durchschnittlich etwa auf 350 m ü. NN. Sie wird insbesondere im Südwesten durch eingeschnittene Täler stärker strukturiert, die fächerförmig zum östlich von Schweinfurt gelegenen Mainbogen (Schweinfurter Mainbogen) laufen (siehe: Lage, linke Abb.). Der maximale Reliefunterschied beträgt 150 Meter und liegt bei Schonungen, zwischen dem Schweinfurter Becken, mit hier 209 m ü. NN und dem Kreuzberg mit 359 m ü. NN.

### Naturräumliche Zuordnung und Gliederung
Das Hesselbacher Waldland ist als eigenständige naturräumliche Haupteinheit innerhalb der Naturräumlichen Haupteinheitengruppe der Mainfränkische Platten ausgewiesen und gliedert sich wie folgt:
- (zu 13 Mainfränkische Platten)
  - 139 Hesselbacher Waldland
    - 139.0 Südliches Hesselbacher Waldland
    - 139.1 Nördliches Hesselbacher Waldland

Das Hesselbacher Waldland wird im Süden von der Haupteinheit 136 Schweinfurter Becken, im Westen und Nordwesten von den Wern-Lauer-Platten (135) und im Norden und Osten vom Grabfeld (138) begrenzt.
Bei ansonsten gleicher Naturausstattung unterscheidet sich das Nördliche vom Südlichen Hesselbacher Waldland durch das weitgehende Fehlen tief eingesenkter Täler, wobei der zur Lauer entwässernde, den Nordostrand bildende Maßbach eine Ausnahme ist, ebenso der zur Nassach entwässernde Riedbach im Osten. Der Südteil wird (von West nach Ost) vor allem durch das System des Marienbachs, des Höllenbachs, des Meerbachs, das System der Steinach und durch die Wässernach markant zertalt (siehe auch: Fließgewässer).

### Tektonik und Geologie
Im Pliozän wurde durch tektonische Verbiegung eine von Nordwest nach Südost streichende Mulde gefaltet, die Naturräumliche Haupteinheit Schweinfurter Becken (136). Zeitgleich wurden parallel streichende Störungen reaktiviert, insbesondere die Kissingen-Haßfurter Sattel- und Störungszone, in deren Kernraum die Schweinfurter Rhön bzw. das Hesselbacher Waldland (139) liegt. Der mit Lössfetzen bedeckte Untergrund besteht aus Muschelkalk und Lettenkeuper.

### Klima

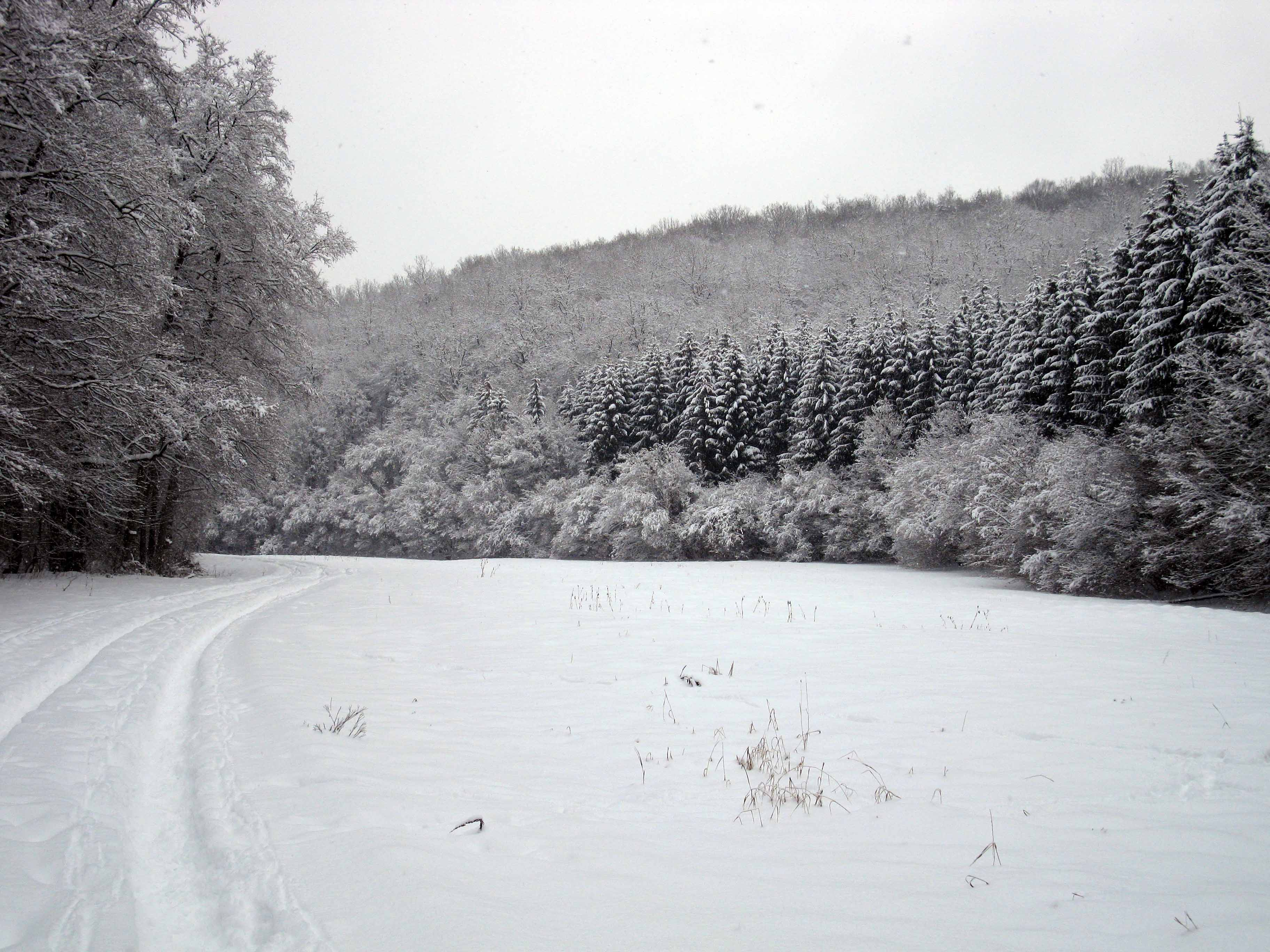
Wässernachtal im Winter

Obwohl die Schweinfurter Rhön an das sommerheiße, trockene Schweinfurter Becken angrenzt, hat sie ein für unterfränkische Verhältnisse mitunter raues Klima, worauf auch der Name hinweist. Dies ermöglichte in der Nachkriegszeit sogar Wintersport im kleineren Umfang, mit einem Skilift in Marktsteinach.

### Landschaft

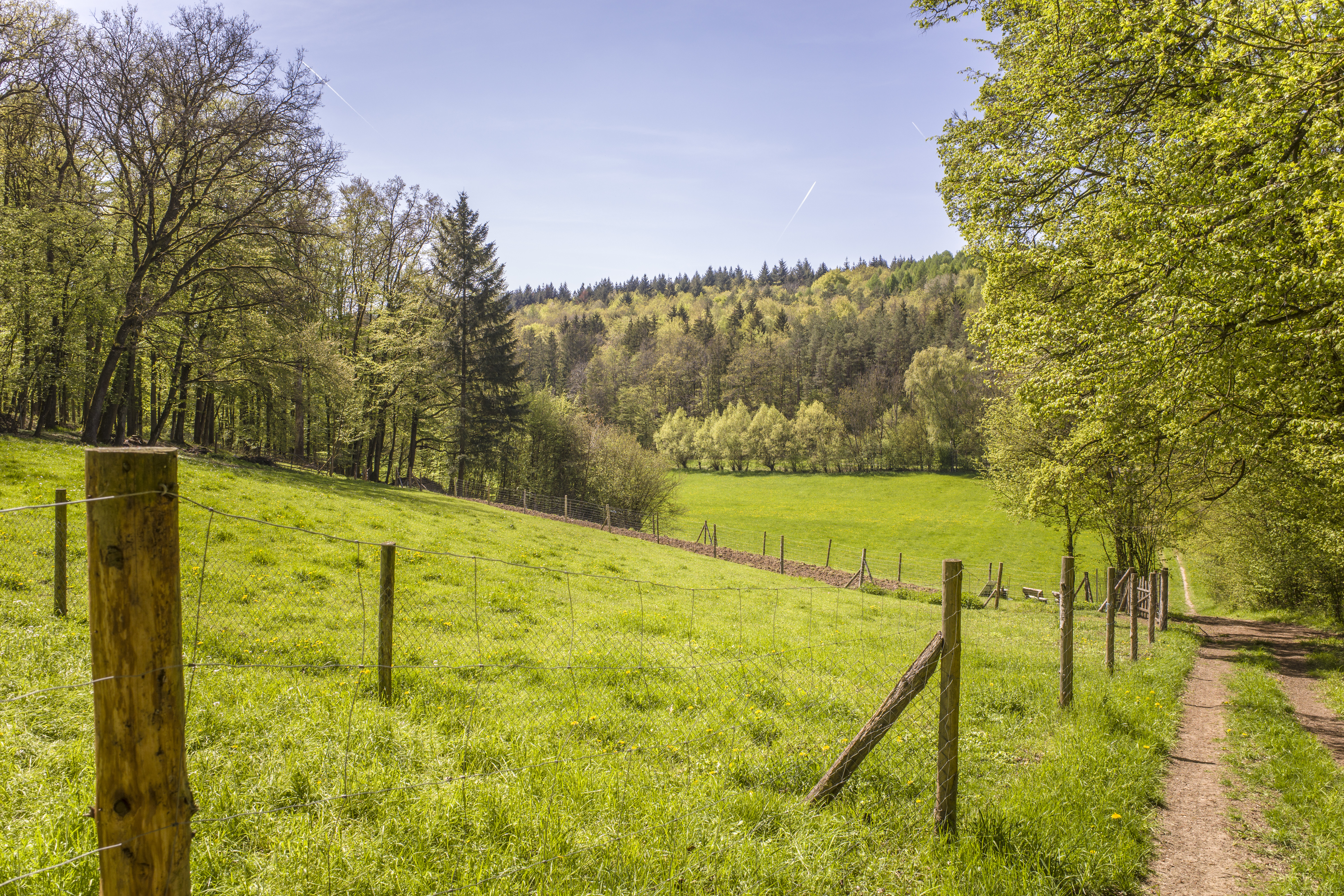
Typische Landschaft der südlichen Schweinfurter Rhön. Blick vom Dicken Berg in den Üchtelhäuser Grund

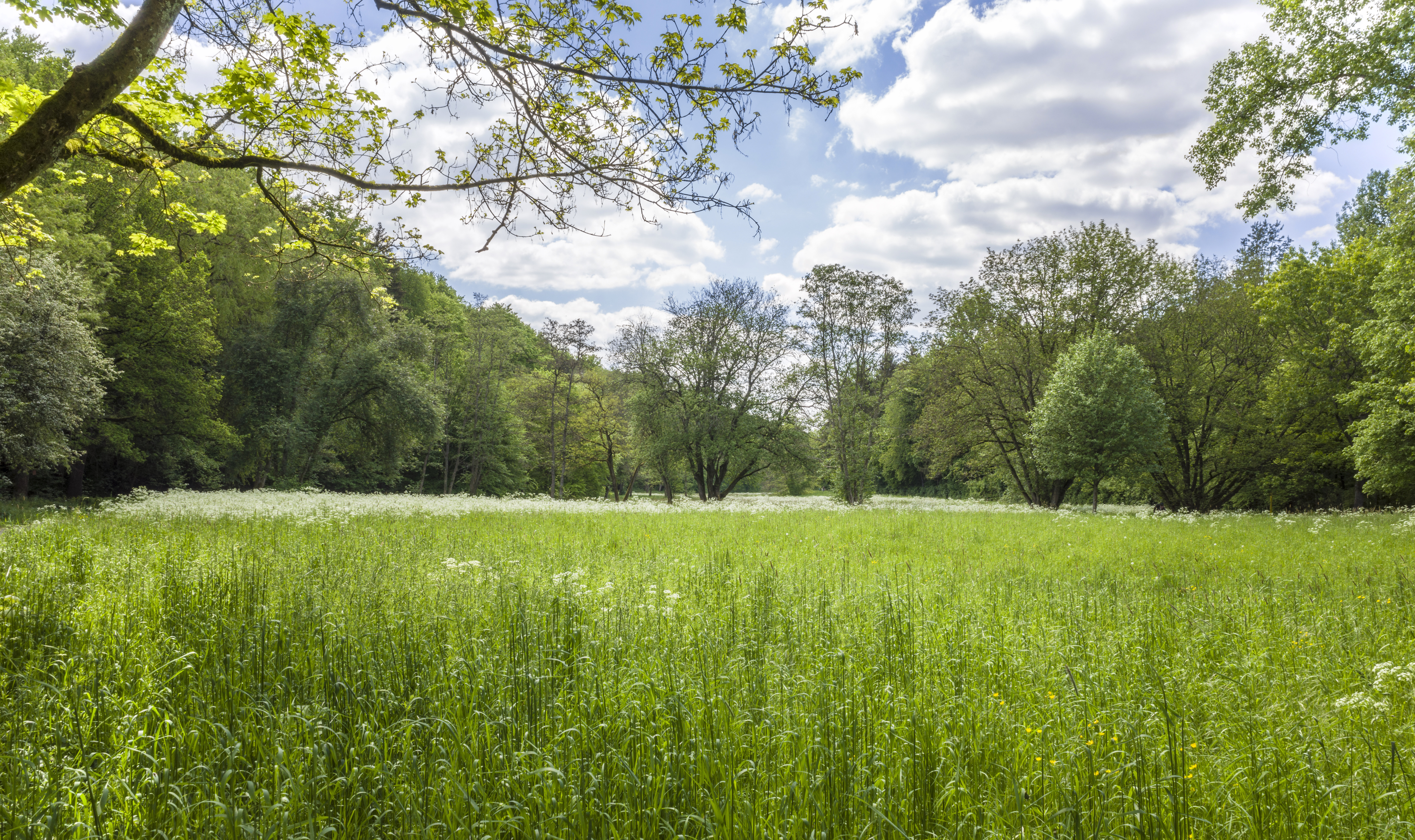
Im Höllental

Das Bundesamt für Naturschutz rechnet die Schweinfurter Rhön dem Landschaftstyp 2.8 Andere waldreiche Landschaft zu. Der mittlere Bereich der Schweinfurter Rhön besteht aus einer Hochebene, mit kleinen Dörfern in Rodungsinseln, in denen Ackerbau betrieben wird. Der Süden zum Main und nach Schweinfurt hin wird von mehreren Tälern durchschnitten, besitzt den Charakter eines Berglands und ist fast vollständig bewaldet und reich an Quellen. Die Wiesengründe in den Tälern im Westen dieses Bereiches sind wichtige Kaltluftzufuhrgassen ins Schweinfurter Stadtgebiet.
Ein von Eichen dominierter Laubmischwald mit Forstwirtschaft herrscht vor. Die Schweinfurter Rhön ist völlig frei von Industrie und größerem Gewerbe. Sie ist in den Waldgebieten nahe Schweinfurts weithin unbesiedelt und steht im starken Kontrast zum großindustriellen Zentrum.

### Schutzgebiete

#### Nationales Naturerbe Brönnhof

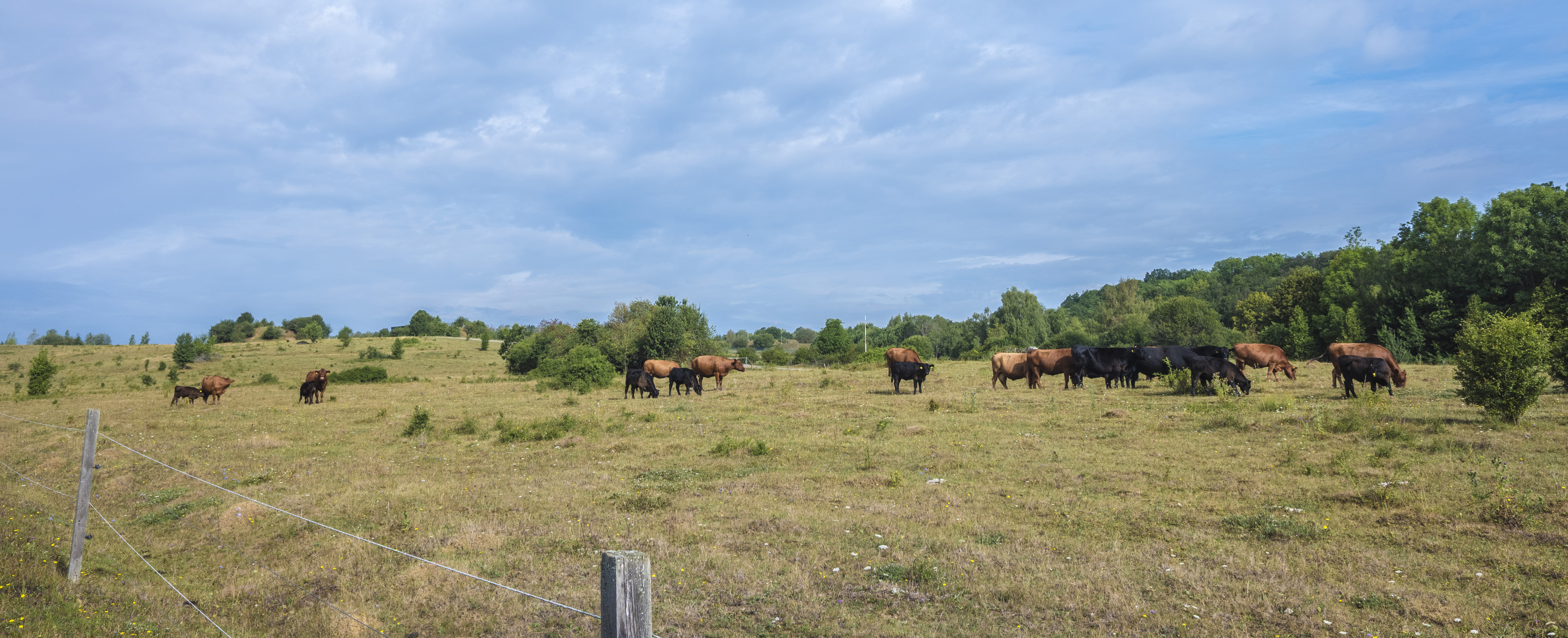
Nationales Naturerbe Brönnhof
mit Angus-Rindern

Im Nordwesten der Schweinfurter Rhön liegt ihr größtes zusammenhängendes Waldgebiet Brönnhof. Es wurde im zentralen Bereich, in einer Rodungsinsel, zunächst von der Wehrmacht ab 1936 militärisch genutzt. Die US-Heeresgarnison Schweinfurt nutzte das Areal ab den 1960er Jahren bis zu ihrer Auflösung 2014 als Standortübungsplatz.
2016 wurde der Kernbereich des Brönnhofs zu Bayerns größtem Nationalen Naturerbe (NNE). Auf der Steppe im Zentrum des Brönnhofs grasen nun ganzjährig Angus-Rinder und Wildpferde, die sich ausschließlich von Gras, Kräutern und Stauden ernähren.
In der Mitte der Rodungsinsel liegt die Wüstung Brönnhof – ein einstiger Hof, von dem der Name auf das gesamte restliche, unbesiedelte Gebiet übertragen wurde.

#### Weitere Schutzgebiete
| Schutzgebietsanteile: - 16,95 % FFH-Gebiete; - 2,99 % Vogelschutzgebiete; - 0,73 % Naturschutzgebiete; - 17,87 % Effektiver Schutzgebietsanteil. Geotope: - keine vorhanden Naturschutzgebiete: - Naturschutzgebiet Hausener Talhänge - Naturwaldreservat Wildacker | Landschaftsschutzgebiete: - LSG Hausener Tal - LSG Ellertshäuser See - LSG Üchtelhäuser Grund - LSG Weipoltshäuser- und Jeusing-Grund - LSG Zeller Grund - Schutz von Landschaftsteilen im Landkreis Schweinfurt Hang gegenüber der Deutschmühle bei Schonungen - Schutz von Landschaftsteilen in der Gemarkung Abersfeld | FFH-Gebiete: - FFH-Gebiet Forst - FFH-Gebiet Dianenslust und Stadtwald Schweinfurt - FFH-Gebiet Standortübungsplatz 'Brönnhof' und Umgebung - FFH-Gebiet Wässernachtal Naturdenkmäler (Auswahl) - Dorflinde in Löffelsterz - Feldbirnbaum im Lauerbachtal (Bild siehe: Landschaft) |

Siehe auch: Liste der Naturschutzgebiete im Landkreis Schweinfurt, Liste der Landschaftsschutzgebiete im Landkreis Schweinfurt und Liste der FFH-Gebiete im Landkreis Schweinfurt

### Gewässer

#### Ellertshäuser See

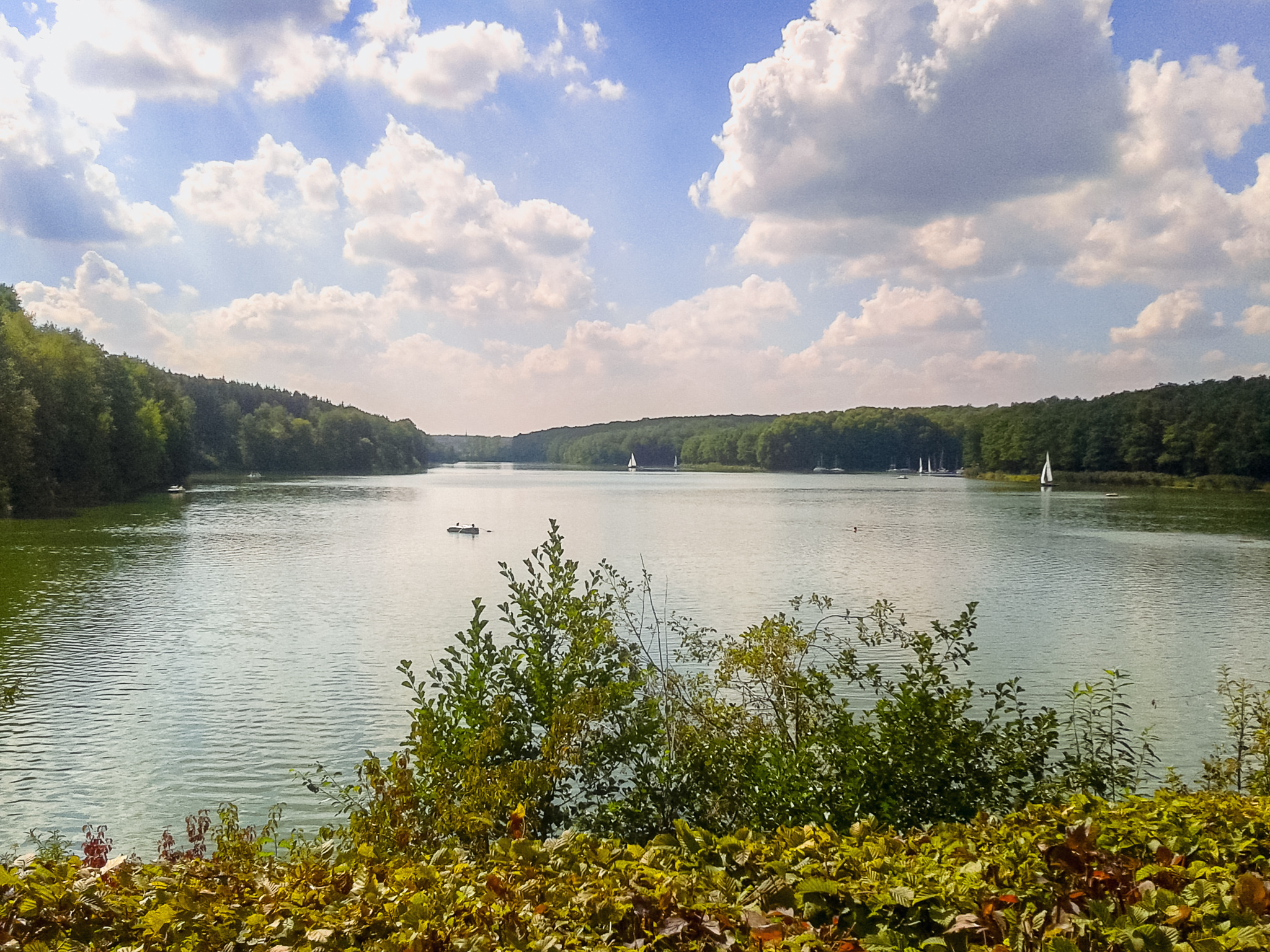
Ellertshäuser See

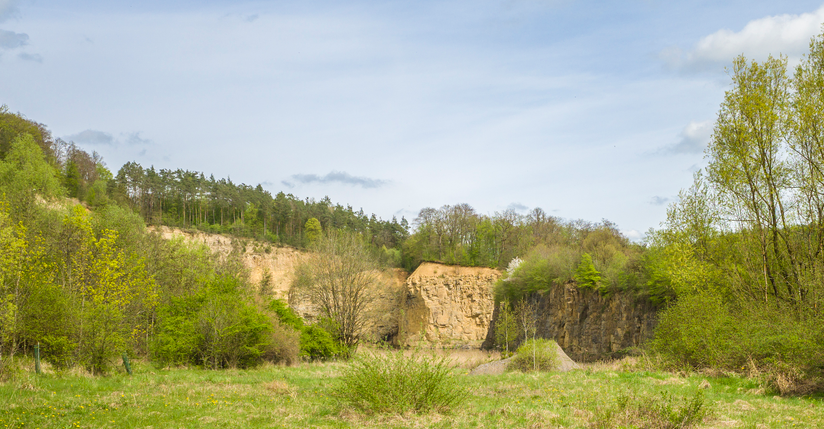
Hausener Felsensee in einem stillgelegten Kalksteinbruch

Der Ellertshäuser See wurde in den 1950er Jahren als Stausee angelegt und ist mit 33 Hektar das größte stehende Gewässer Unterfrankens. Der See wird als Naherholungsgebiet genutzt und ist von Wald umgeben; nach Osten ist der Blick auf die Haßberge frei. Weite Teile sind zum Baden, Tauchen, Segeln und Angeln freigegeben. Um den See führt ein 4,4 km langer Rundweg. Auf der Nordseite befinden sich Segelbootshäfen und ein Restaurant und im Osten unterhalb des Staudamms liegt ein Campingplatz.

#### Hausener Felsensee
Der 2,6 Hektar große Hausener Felsensee ist ein Grundwassersee nördlich von Hausen, der nicht zugänglich und nur aus der Ferne einsehbar ist. Er wird an drei Seiten von steilen Abbruch-Felswänden umgeben und liegt in einem 1998 stillgelegten Kalksteinbruch am Naturschutzgebiet Hausener Talhänge.

#### Fließgewässer

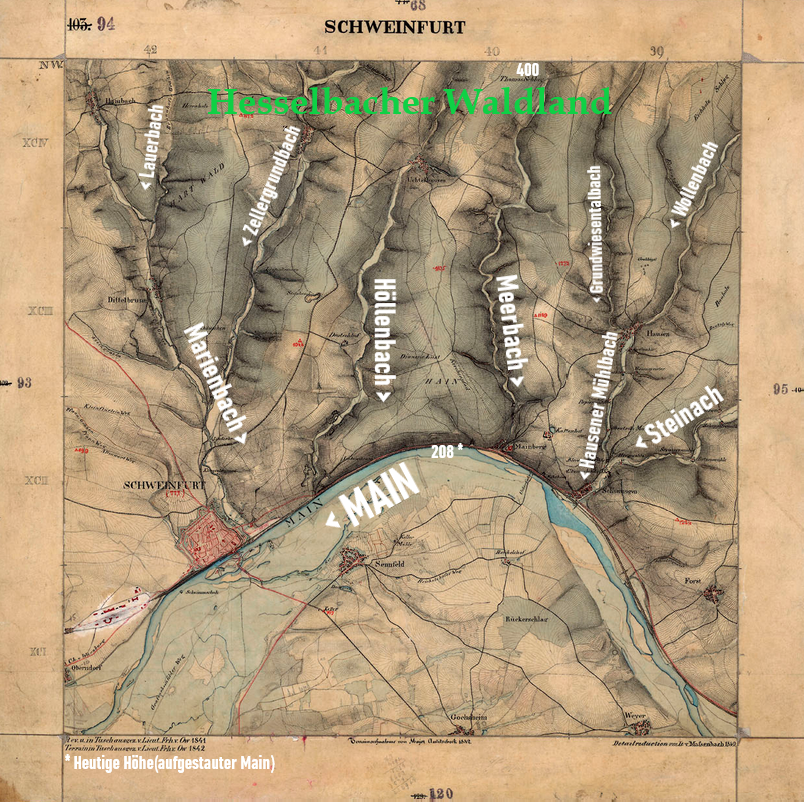
Bayerisches Urpositionsblatt 1:25.000 (um 1860).
Fließgewässer im Hesselbacher Waldland
(ohne Landkreis Haßberge)

Die nachfolgenden Fließgewässer der Schweinfurter Rhön in Fettschrift münden direkt in den Main, die anderen sind Nebenbäche. Von West nach Ost sind das (ohne Landkreis Haßberge):
| - Marienbach - Lauerbach - Zellergrundbach - Höllenbach mit Höllental (im Süden) und Üchtelhäuser Grund - Meerbach | - Steinach - Hausener Mühlbach - Grundwiesentalbach - Wollenbach mit Ottenhäuser Grund - Grundwiesenbach mit Hesselbacher Grund - Wildbach | - Gründleinsgraben - Grundbach - Abersfelder Mühlbach - Wurmbach - Brühlbach - Tillengrubenbach |

## Geschichte

### Vorgeschichte
Auf Dittelbrunner Gemeindegebiet sind die ersten Funde aus der Mittelsteinzeit 12.000 Jahre alt und seitdem ist eine Besiedlung durch nahezu alle vorgeschichtlichen Epochen hindurch nachgewiesen, über die Jungsteinzeit, die Urnenfelderkultur und die Hallstattzeit bis hin zur La-Tène-Zeit (siehe Dittelbrunn, Vorgeschichte). In Greßhausen, mit heute nur ca. 115 Einwohnern, gibt es ebenfalls Funde aus der Jungsteinzeit und in Mainberg zahlreiche Funde aus der Hallstattzeit.

### Mittelalter
Schonungen wurde vermutlich bereits im 5. Jahrhundert gegründet (siehe Schonungen, Geschichte), Altenmünster mit heute nur ca. 280 Einwohnern im 7. Jahrhundert. Auch die ersten urkundlichen Erwähnungen, auch von kleinen Dörfern und Weilern, reichen zum Teil weit zurück. Rannungen wurde im Jahre 772, Abersfeld 788, Jeusungen 791, Theres 802 und der heute wenige Einwohner zählende Weiler Ottenhausen im Jahre 811 erstmals urkundlich erwähnt.
Im späten Mittelalter dehnte die Grafschaft Henneberg ihr Gebiet über die westliche Schweinfurter Rhön bis nach Mainberg vor die Tore Schweinfurts aus. Deshalb führen die drei heutigen Gemeinden auf dem Gebiet des Altlandkreises Schweinfurt, die Großgemeinden Schonungen, Üchtelhausen und Dittelbrunn, das Henneberger Wappen in ihrem Gemeindewappen.

### Frühe Neuzeit
1436/37 erwarb die Reichsstadt Schweinfurt vom Deutschen Orden für 18.000 Gulden die Dörfer Zell, Weipoltshausen und die Höfe Deutschhof und Thomashof. Das reichsstädtische Territorium wurde 1620 mit Madenhausen ergänzt. Das Gebiet der Reichsstadt erstreckte sich seitdem bis 1802 in einem Korridor quer durch die gesamte Schweinfurter Rhön bis an die Grenze des heutigen Landkreises Bad Kissingen. Im Dreißigjährigen Krieg nächtigte der schwedische König Gustav Adolf am 2. Oktober 1631 in Madenhausen, vor seinem Feldzug nach Schweinfurt.

### Moderne
Kurz vor dem Ersten Weltkrieg wurde im Schweinfurter Stadtwald, unmittelbar nördlich des heutigen Stadtteils Deutschhof, ein Truppenübungsplatz angelegt, der jedoch wegen des Kriegsausbruchs nie genutzt wurde. Auf den noch erhaltenen Schützengräben stehen große Bäume.

### Wüstungen
In der Schweinfurter Rhön liegen einige Wüstungen. Jeusungen wurde 791 erstmals urkundlich erwähnt und Lauerbach im Jahre 1302, während zu Weipoltsdorf und der neuzeitlichen Hofwüstung Brönnhof keine Erstdatierungen bekannt sind.

## Städte und Gemeinden
Das Gemeindegebiet Üchtelhausens befindet sich gänzlich in der Schweinfurter Rhön, elf weitere Kommunen liegen nur teilweise in ihr.

### Liste

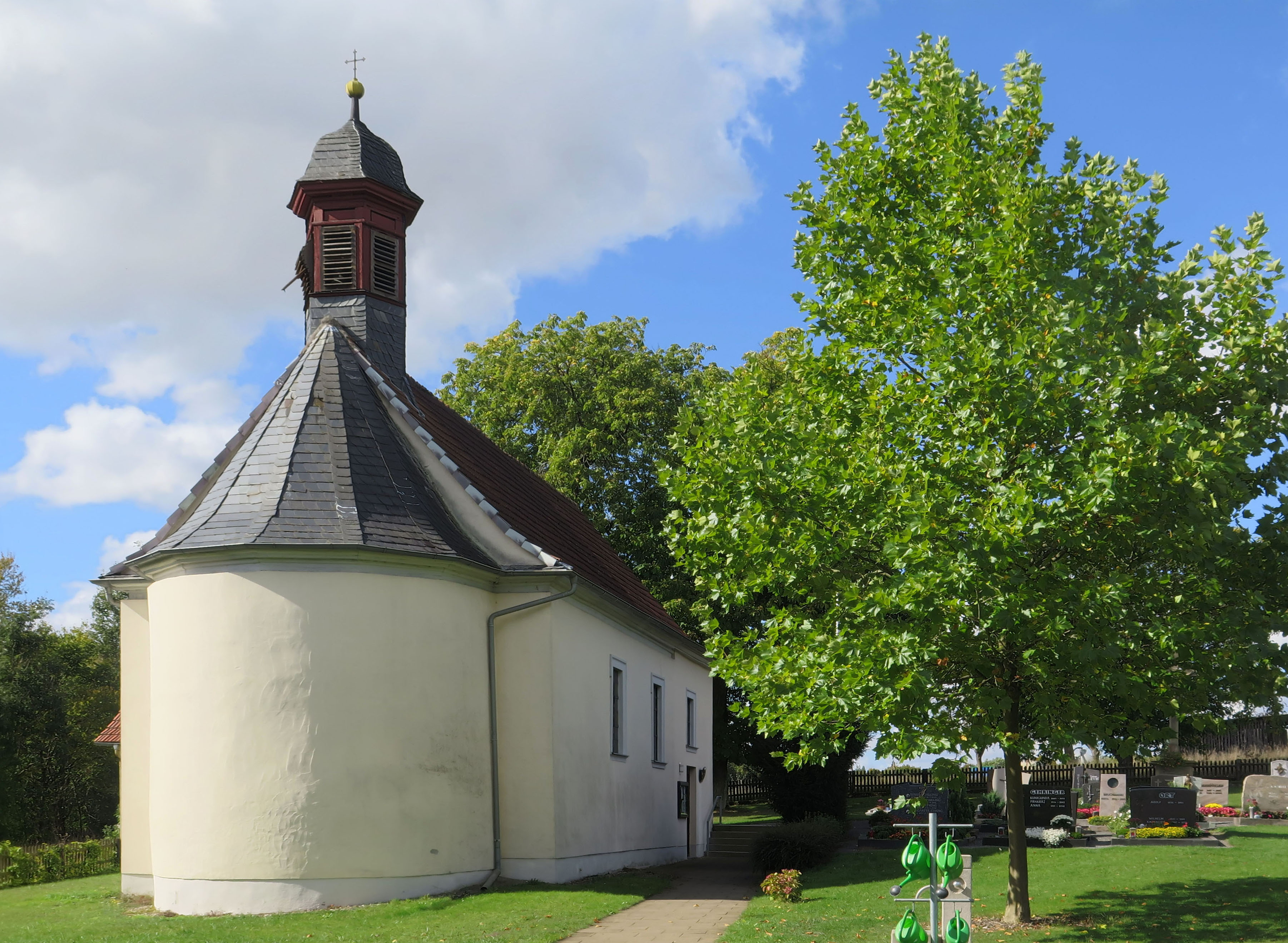
Sailershausen (zu Stadt Haßfurt) mit St. Laurentius

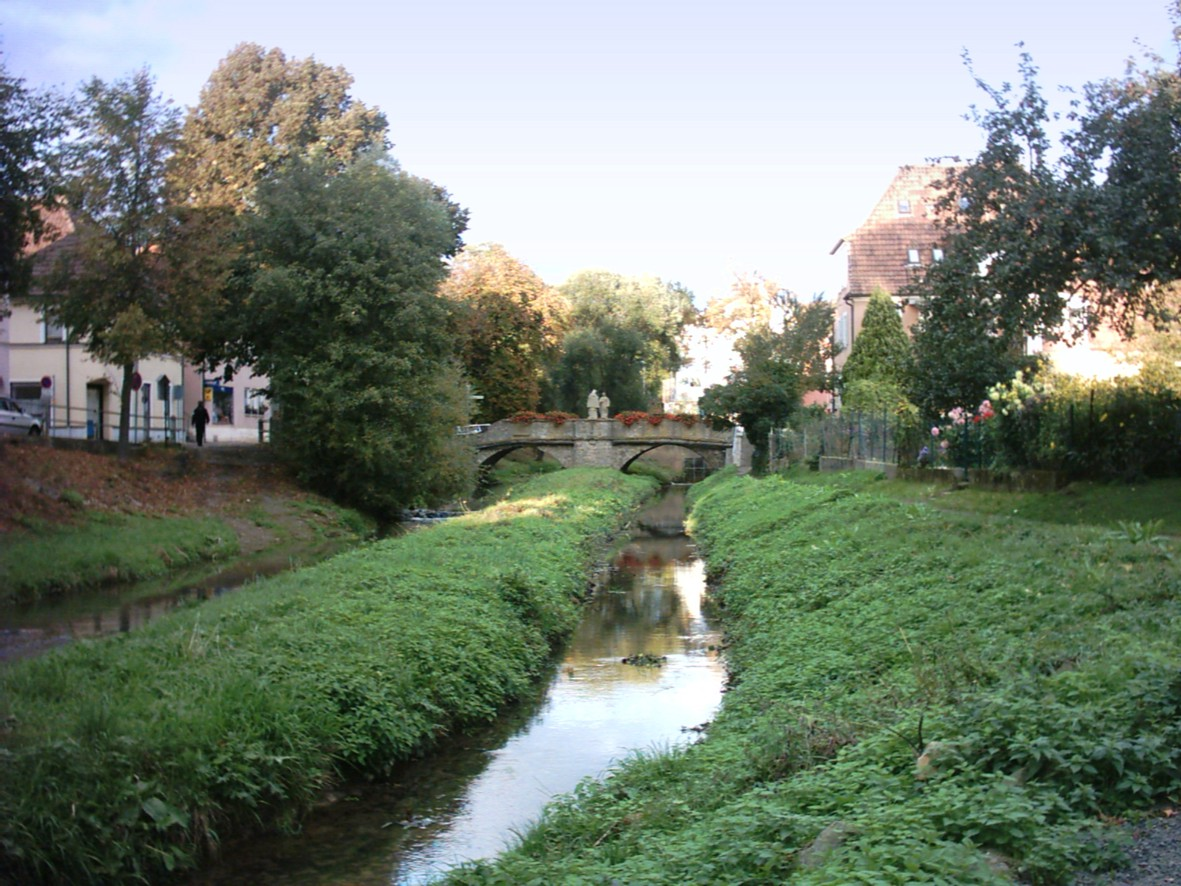
Schonungen mit Steinachbrücke

Die nachfolgenden Orte sind nicht alphabetisch, sondern nach ihrer Bedeutung bezüglich der Schweinfurter Rhön geordnet.
Städte
- Schweinfurt: nordöstliches Stadtgebiet, mit Stadtwald, Haardtwald und dem nordöstlichen Bereich des Stadtteils Deutschhof.[3]
- Haßfurt: Stadtteil Sailershausen mit dem Sailershäuser Wald.[3]

Marktgemeinden
- Stadtlauringen: Bergland am Ostrand von Altenmünster ohne Ortschaften.[3]
- Maßbach: südliches Bergland ohne Ortschaften.[3]

Gemeinden
- Üchtelhausen.[3]
- Schonungen, ohne Gemeindegebiet südlich des Mains.[3]
- Dittelbrunn: östliche Gemeindegebiete.[3]
- Theres, ohne Mainauen und ohne Horhausen.[3]
- Gädheim, ohne Mainauen.[3]
- Riedbach, ohne Ortsteile Kleinmünster und Mechenried.[3]
- Rannungen: südliches Bergland ohne Ortschaften.[3]
- Aidhausen: südliches Bergland ohne Ortschaften.[3]

Ballingshausen (Ortsteil von Stadtlauringen) wurde vom Bundesamt für Naturschutz dem Grabfeld (Haupteinheit 1381) zugeordnet. Das Dorf liegt jedoch 70 Meter über der oberen Lauer auf 349 m ü. NN, auf der Hochfläche der Schweinfurter Rhön.

### Allianz Schweinfurter OberLand
Die Schweinfurter Rhön gehört größtenteils zur Interkommunalen Allianz Schweinfurter OberLand. Deren Gründungsmitglieder sind die drei Großgemeinden Üchtelhausen, Schonungen und der Markt Stadtlauringen, die alle im Landkreis Schweinfurt liegen. In den Jahren 2012 bzw. 2014 kamen drei Gemeinden aus dem nördlich anschließenden Landkreis Bad Kissingen, nämlich Maßbach, Thundorf in Unterfranken und Rannungen hinzu. Die Gemeindegebiete der neuen Mitglieder liegen nur teilweise in der Schweinfurter Rhön.

## Windkraftanlagen
In der Schweinfurter Rhön gibt es 31 Windkraftanlagen (BayernAtlas, Topografische Karte, Stand 18. Februar 2023) (siehe auch: Lage, rechtes Foto (Vergrößerung) und Panoramafoto Landschaft). Auf dem Gemeindegebiet von Üchtelhausen ist innerhalb eines Waldgebietes ein weiterer Windpark angedacht.

## Freizeit

### Wandern

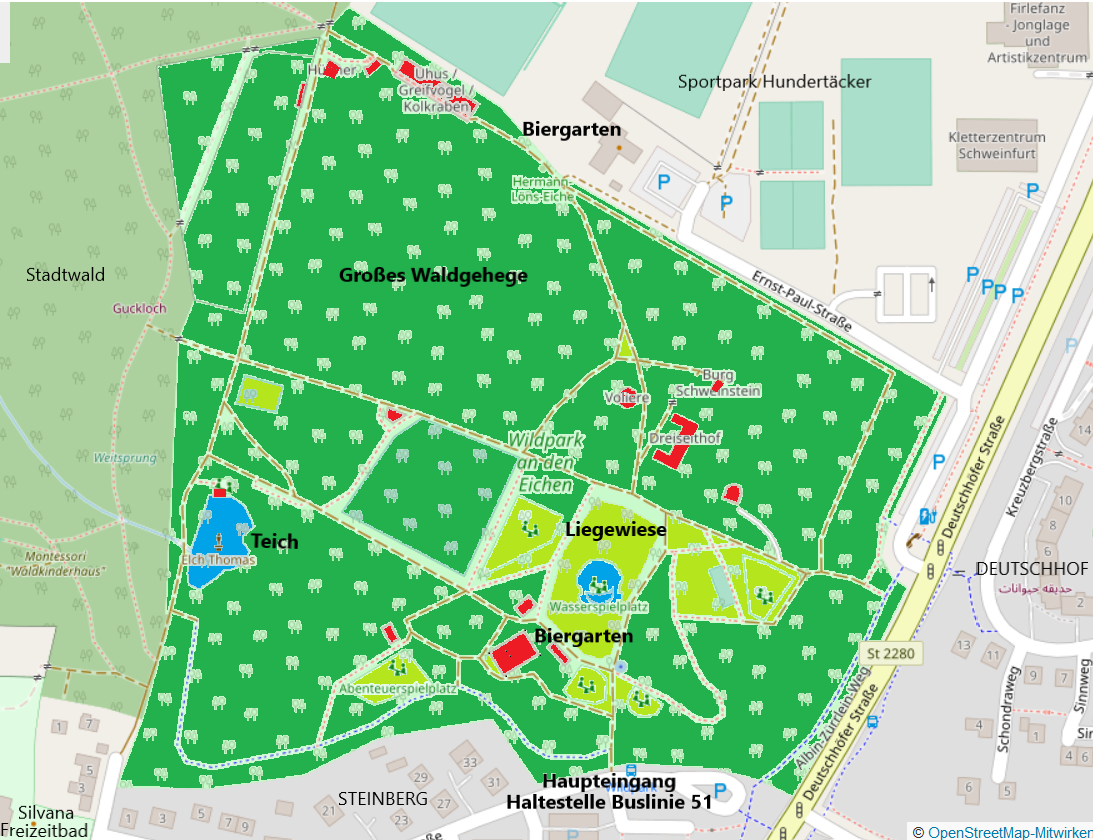
Plan vom Wildpark an den Eichen

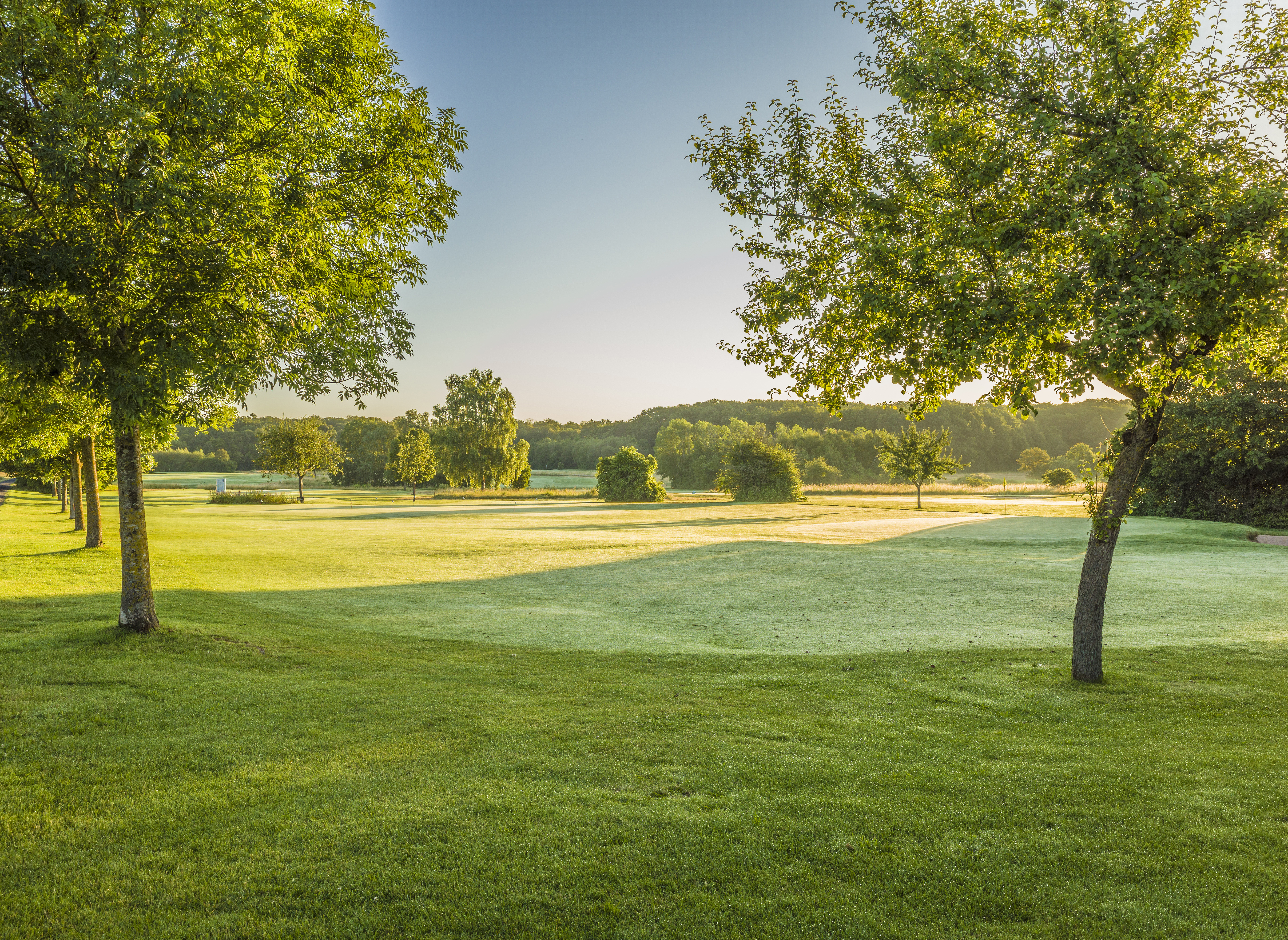
Öffentlicher 6-Loch-Golfplatz des Golf-Clubs Schweinfurt in Löffelsterz

Die Schweinfurter Rhön besitzt ein dichtes Netz von Rad-, Trail- und Wanderwegen. Die Hauptausgangspunkte liegen am nordöstlichen Schweinfurter Stadtrand und sind über mehrere Stadtbuslinien erreichbar: Hambach, Haardt, Hochfeld (Haltestelle Wildpark), Deutschhof, Hausen und Schonungen.
Besonders zu erwähnen sind der Wanderweg von Schweinfurt durch das Landschaftsschutzgebiet Jeusinggrund, vorbei am Brönnhof (siehe: Nationales Naturerbe Brönnhof) nach Maßbach sowie der bekannte Wanderweg durch das Wässernachtal und schließlich der 143 km lange Friedrich-Rückert-Wanderweg, der von Rückerts Geburtshaus am Schweinfurter Marktplatz quer durch die Schweinfurter Rhön nach Neuses bei Coburg führt.

### Tierpark
Der Wildpark an den Eichen, im Norden Schweinfurts, im Stadtwald, besitzt eine integrierte Freizeitanlage und einen Schaubauernhof. Er hat eine Fläche von 18 Hektar, 450 Tiere und gehört bei freiem Eintritt mit jährlich 600.000 Besuchern zu den meistbesuchten Erholungs- und Freizeiteinrichtungen Bayerns. Zwei größere Biergarten liegen im bzw. am Wildpark.

### Golfplätze
Der Golfclub Schweinfurt betreibt in Löffelsterz eine 18-Loch-Anlage, einen öffentlichen 6-Loch-Kurzplatz und eine öffentliche Driving Range.
Die Golfakademie Hoppachshof liegt 4 Kilometer weiter nordwestlich, mit einem öffentlichen 3-Loch-Platz mit Driving Range.
Siehe auch: Golfclub Schweinfurt, Anlage in Löffelsterz

### Sehenswürdigkeiten
- Ellertshäuser See
- Weinort Mainberg, mit Schloss Mainberg (derzeit nicht betretbar) mit einem Bergfried aus dem 13. Jahrhundert.[16]
- Kreuzberg bei Schonungen (355 m ü. NN),[17] mit Naturfreundehaus: Panoramablick auf Schweinfurt, Mainbogen, Steigerwald und Rhön.
- Peterstirn, Burg in Weinbergen über dem Main am Ostrand Schweinfurts, außer bei Weinfesten, nicht betretbar. Vom oberhalb gelegenen Aussichtsturm (Beerenhüterturm) weiter Blick über die Stadt und Mainfranken.
- Wässernachtal, in einem großen Landschaftsschutzgebiet, mit einem der naturnähesten Bäche Mainfrankens und einer vielfältigen Flora und Fauna. Ein Wanderweg führt durch das nahezu unbesiedelte Tal.

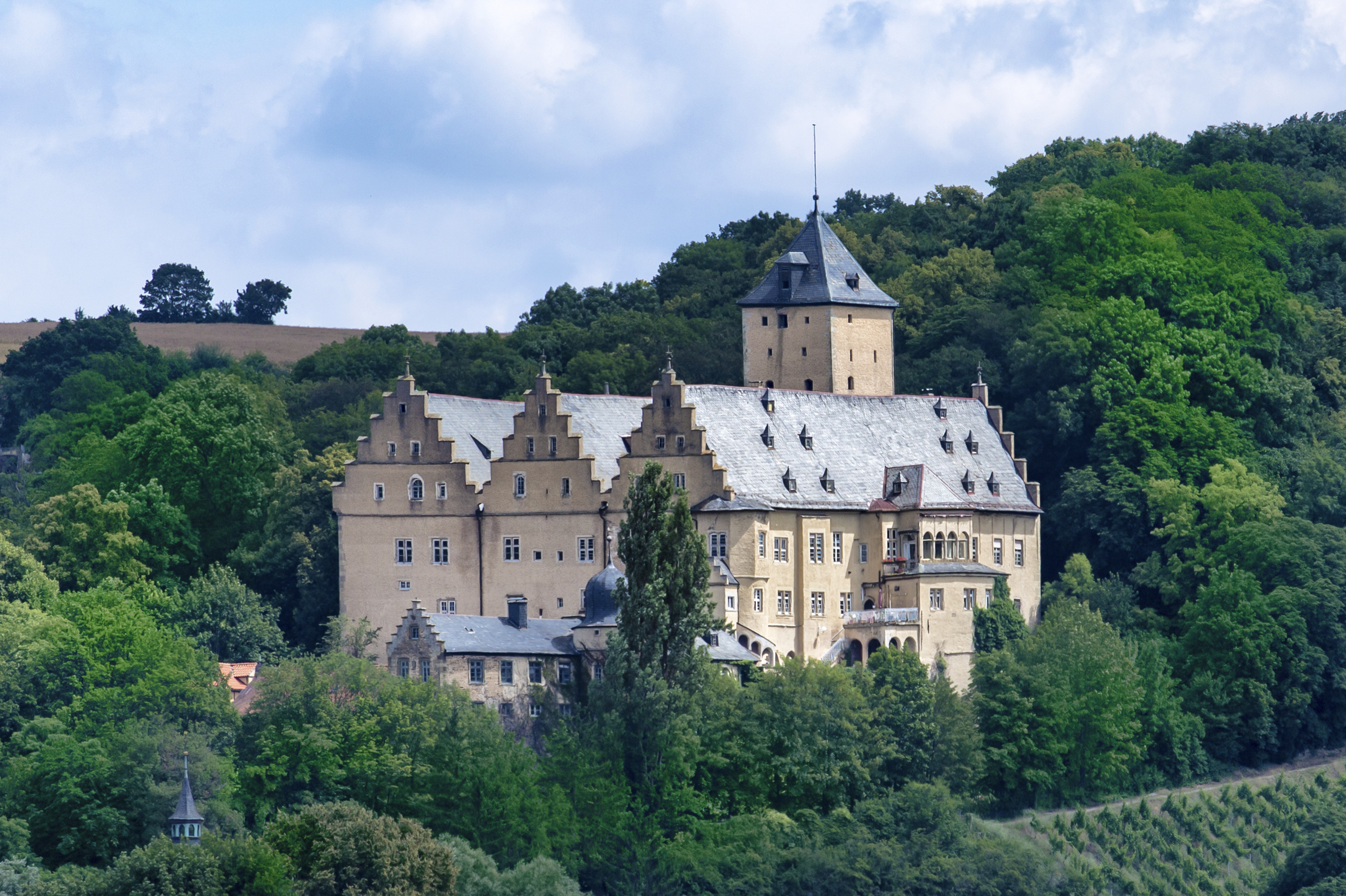
Schloss Mainberg
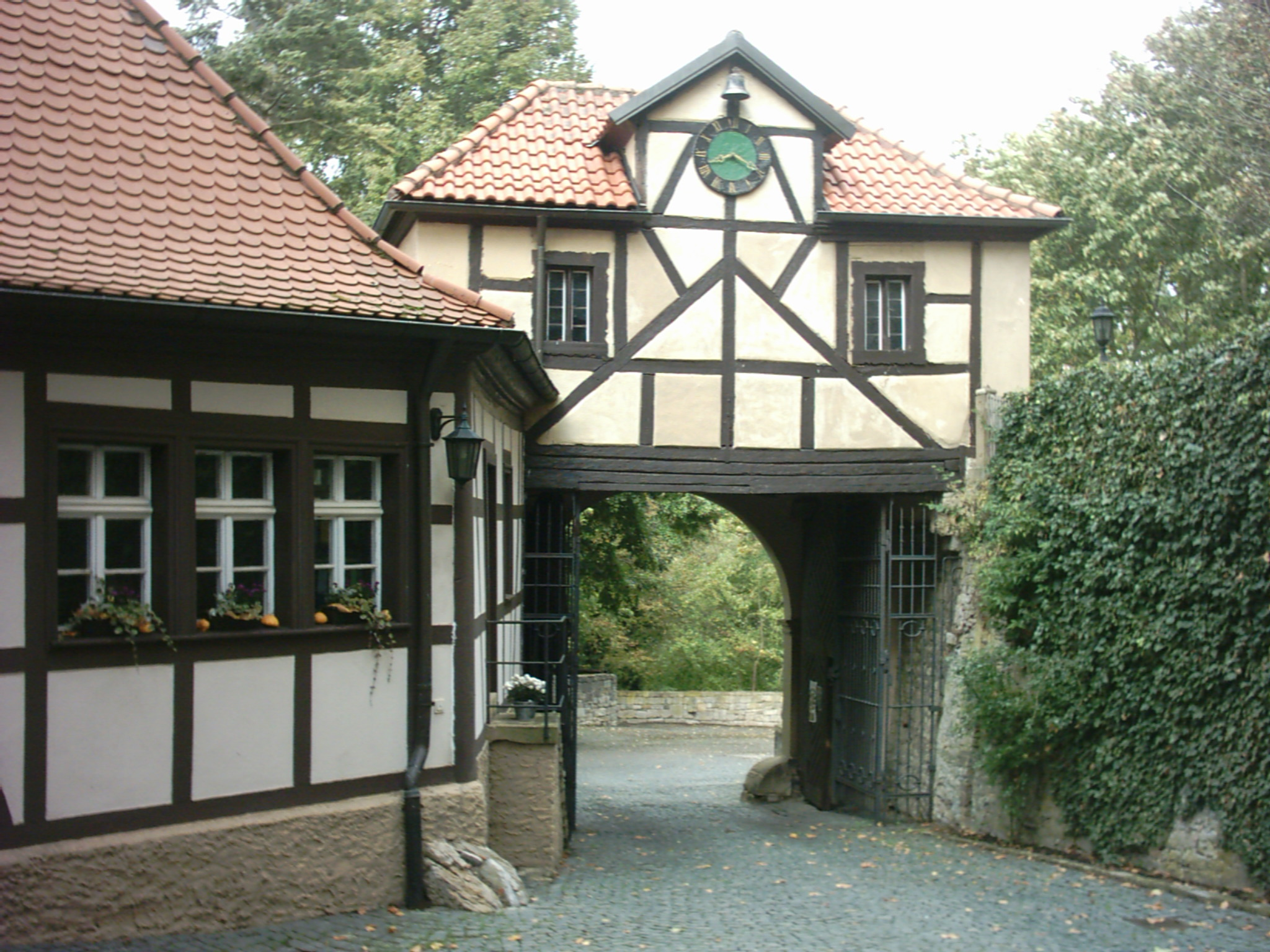
Schloss Mainberg, Torhaus
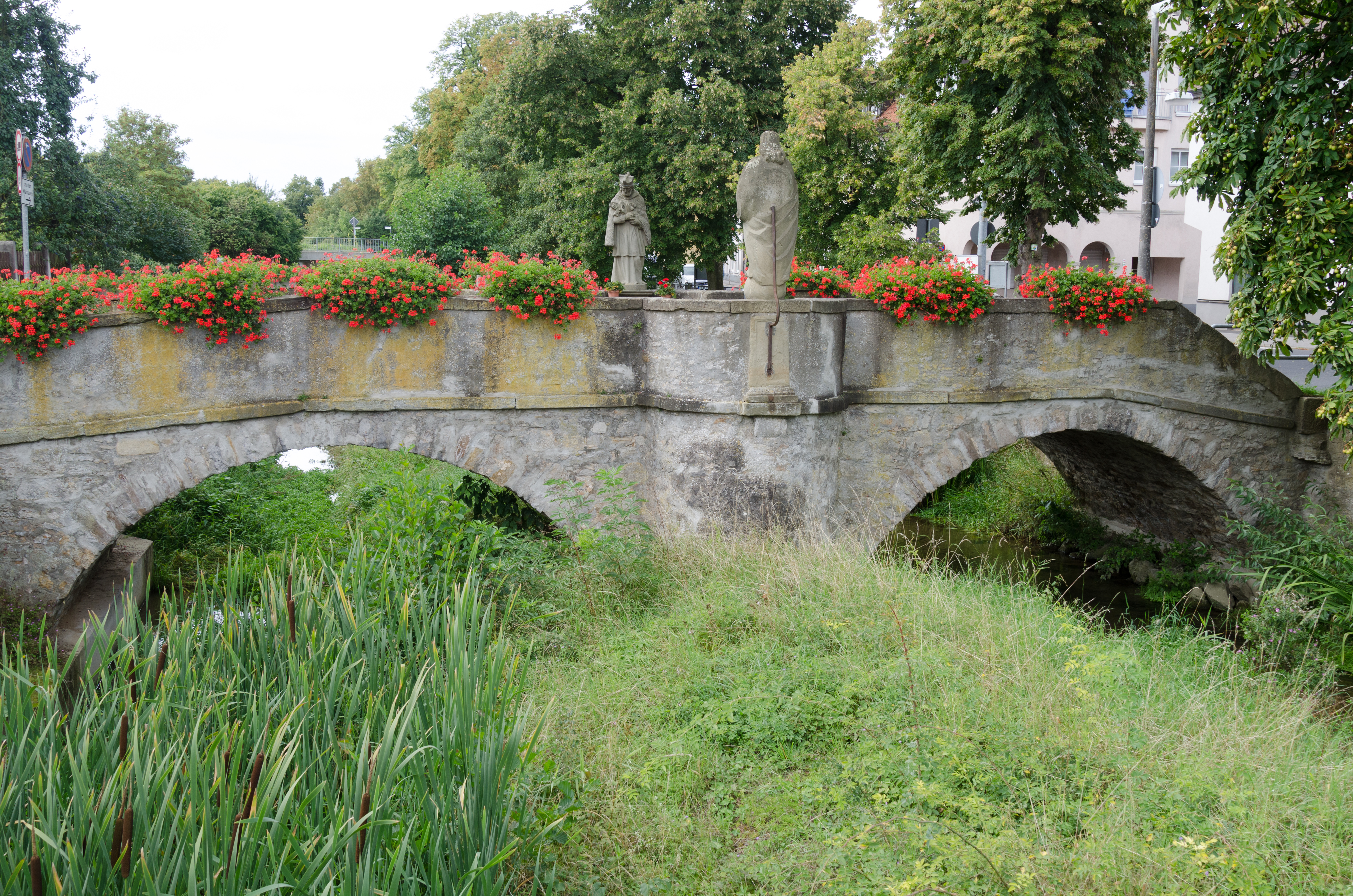
Schonungen, Alte Steinachbrücke
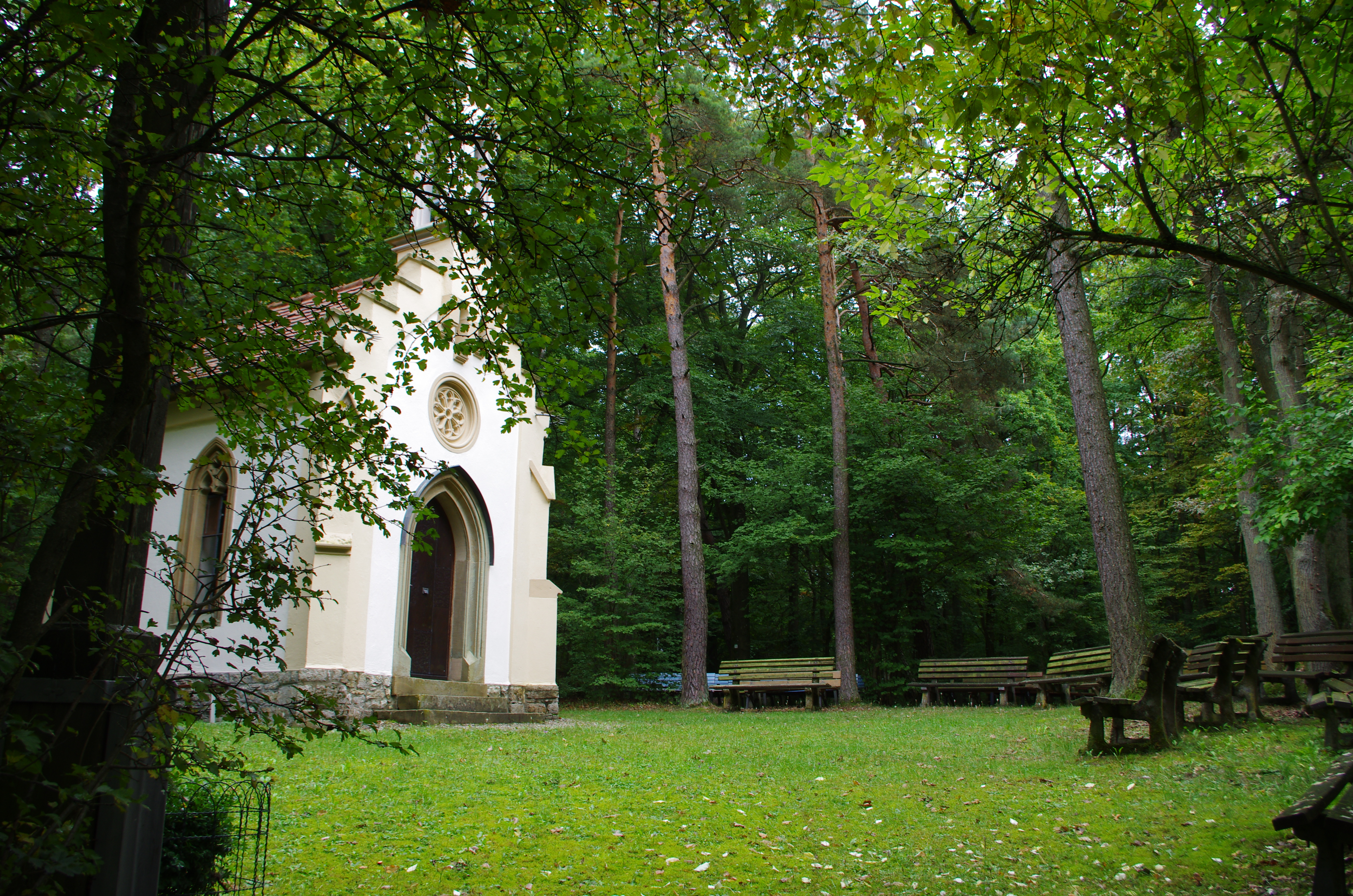
Marktsteinach, Kolbenkapelle
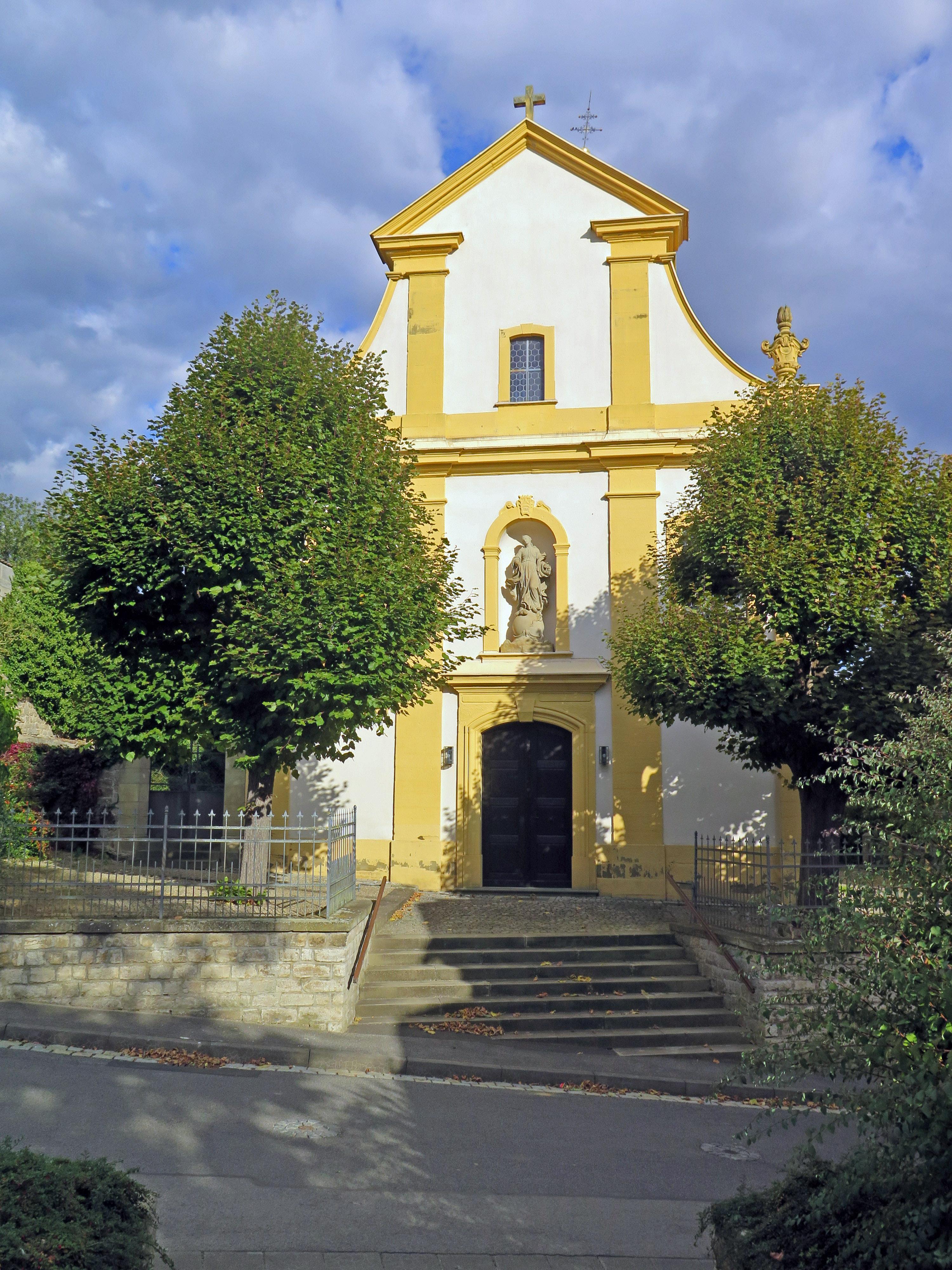
Gädheim, Barockkirche

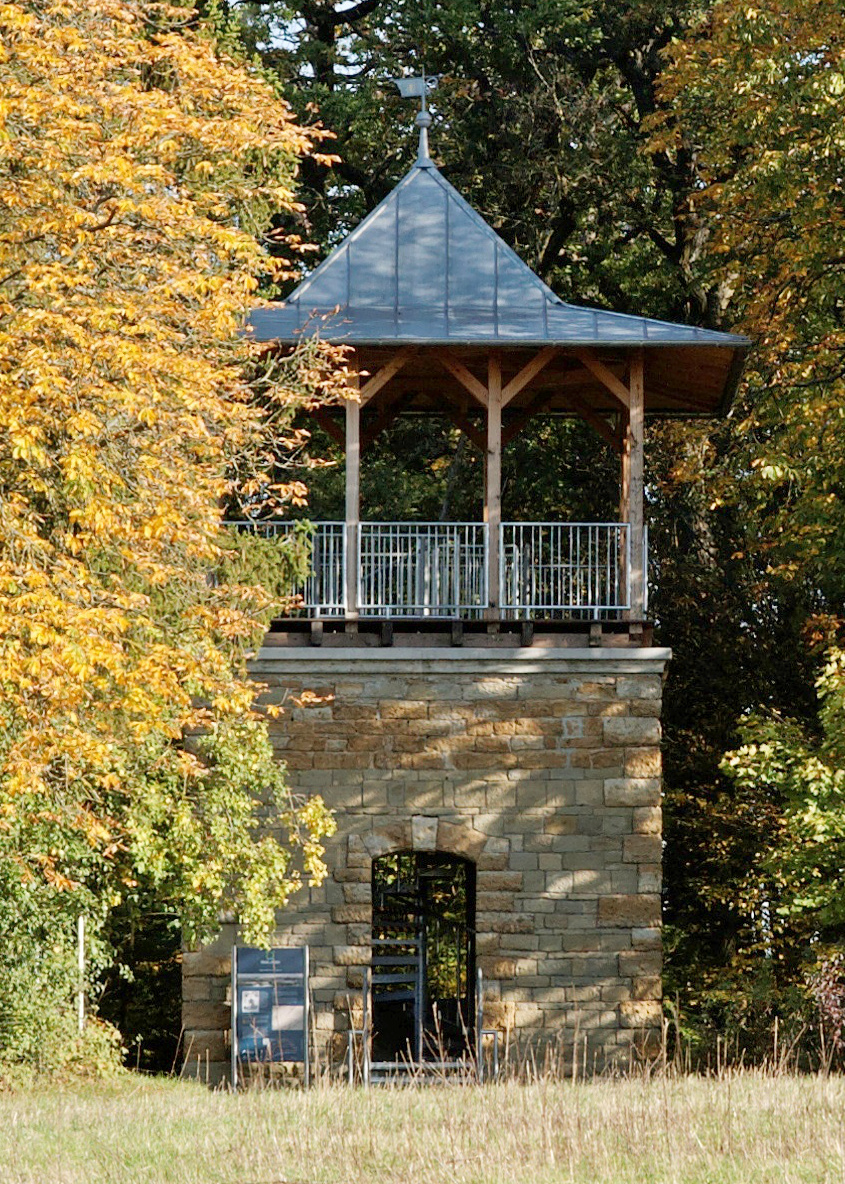
Höllental Schweinfurt, Schindturm
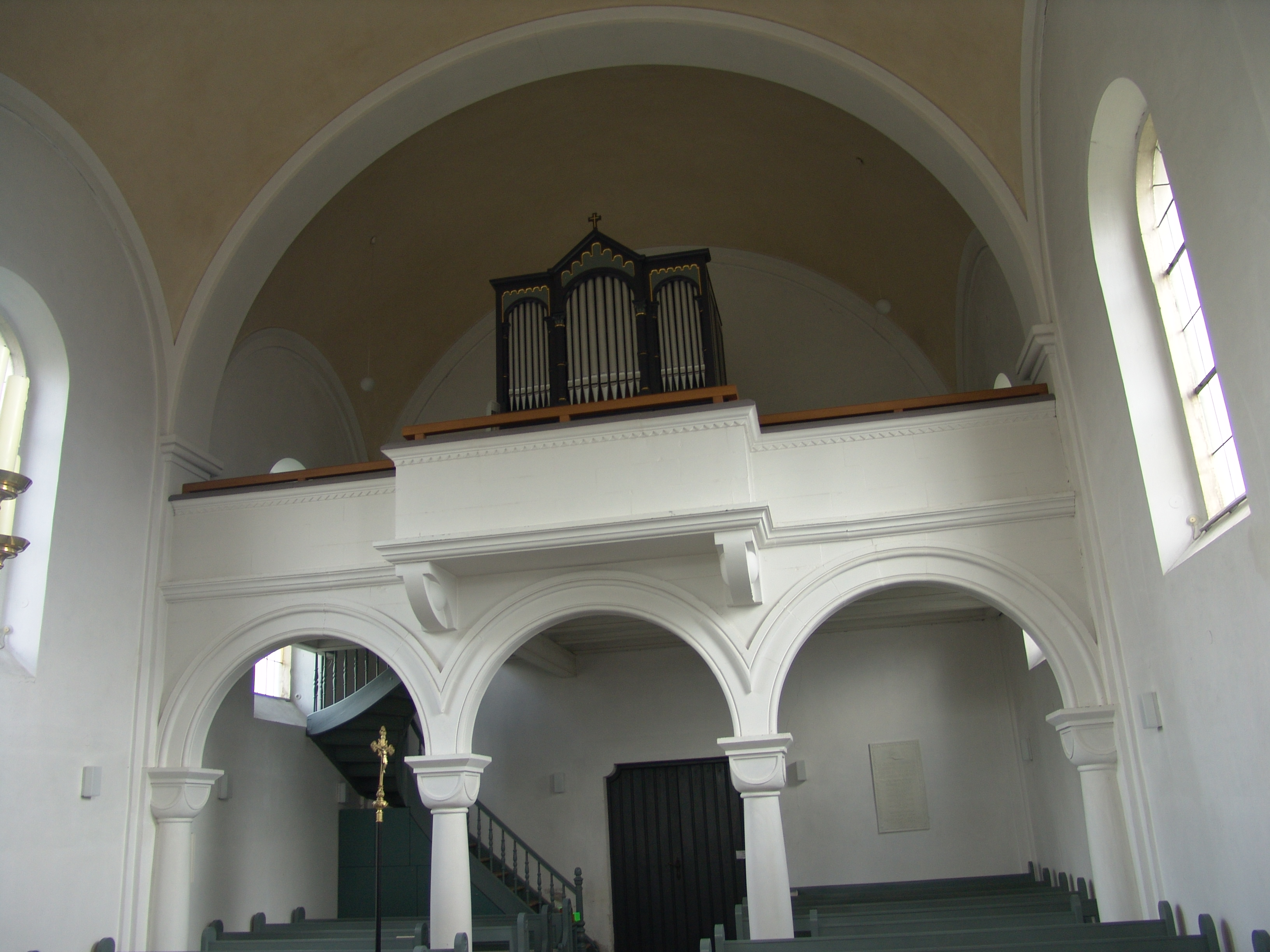
Altenmünster, evangelische Kirche
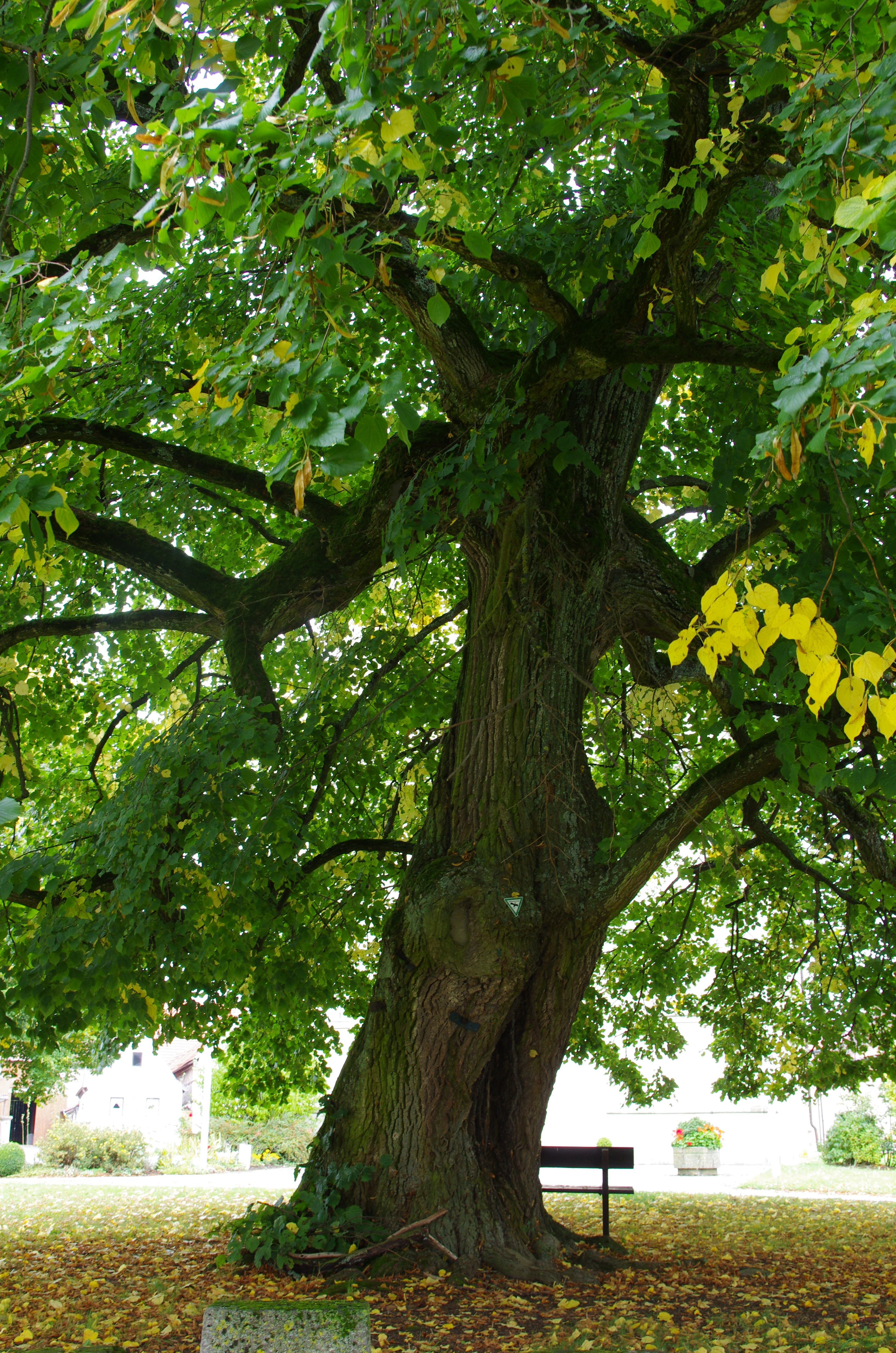
Löffelsterz, Dorflinde
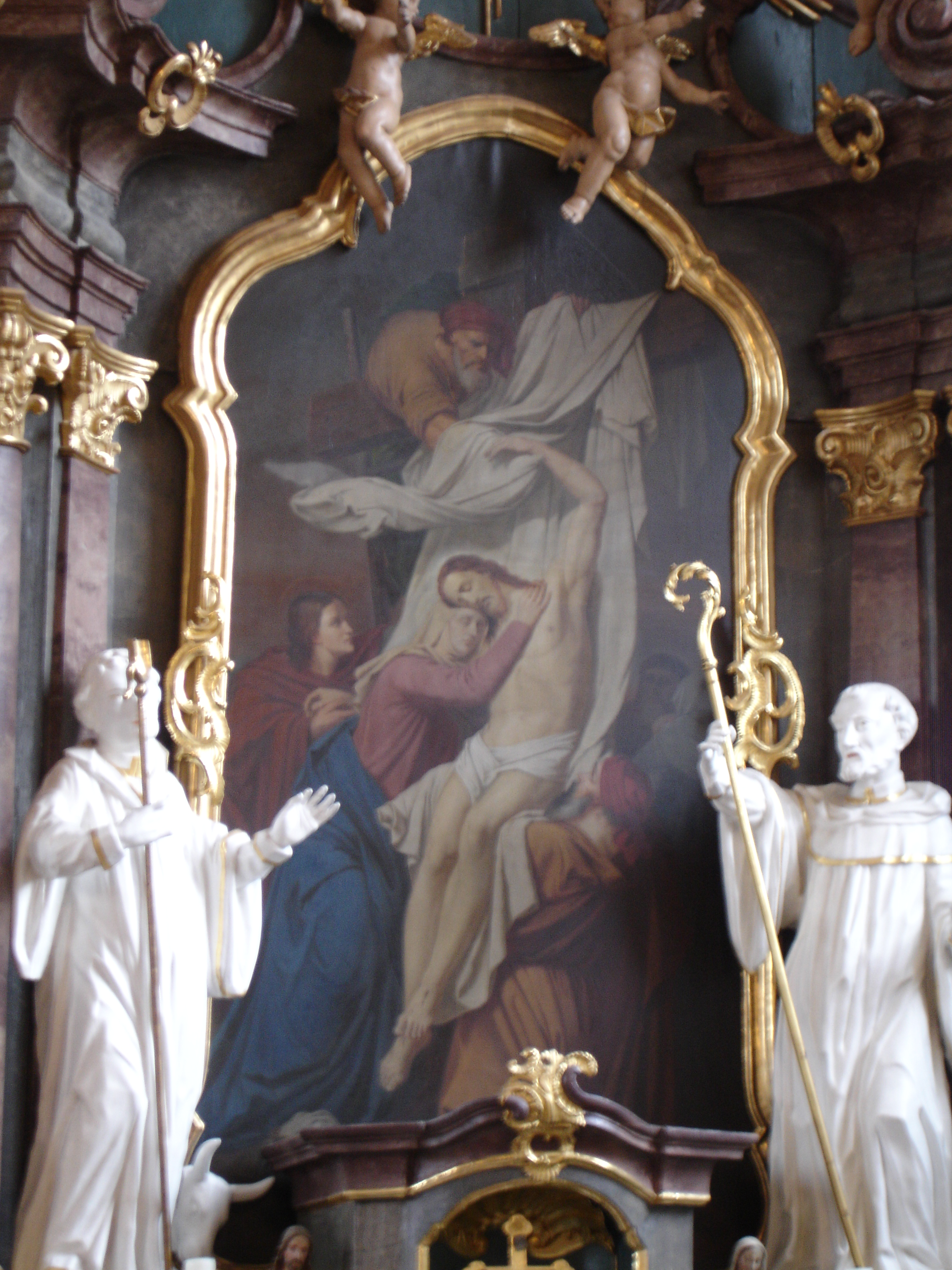
Löffelsterz, St. Ägidius

### Biergärten
Die Biergärten liegen mit Ausnahme von Rednershof und Ulrich alle am nordöstlichen Stadtrand Schweinfurts und sind durch Wanderwege miteinander verbunden; von West nach Ost:

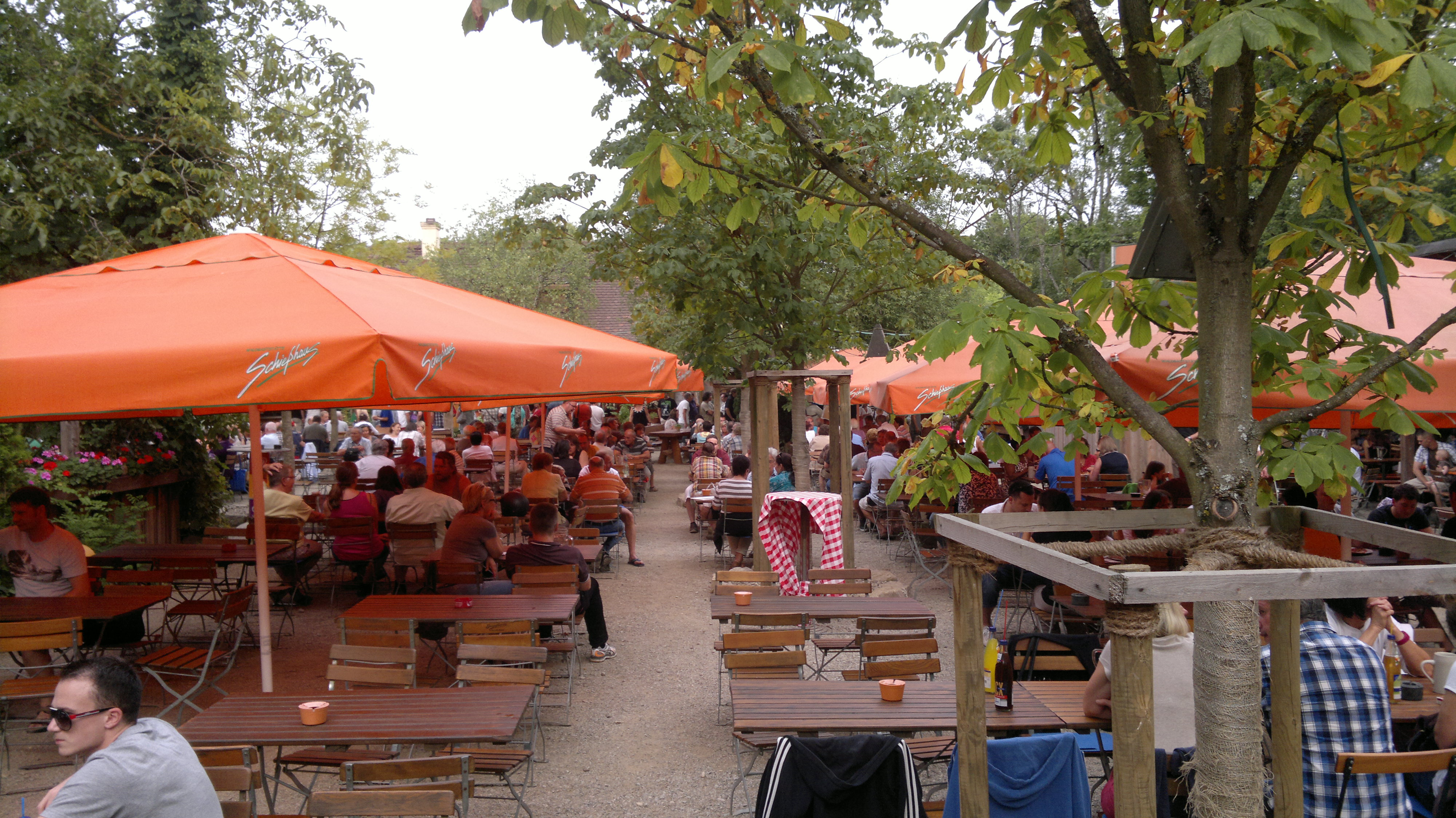
Schießhaus-Biergarten am Haardtberg

- Almrausch, oberhalb von Dittelbrunn.
- Schießhaus, auf dem Haardtberg hinter dem Schweinfurter Stadtteil Haardt.
- Jahn, Biergarten am Wildpark an den Eichen.
- Zur Hölle, im Höllental, alter Biergarten unter großen Kastanien am Fuße des Burgberges Peterstirn.
- Almrösl, am Bramberg, oberhalb des Höllentals.
- Brauerei Ulrich Martin in Hausen, Wirtshaus mit Biergarten und eigener Dorfbrauerei.
- Rednershof, im Wässernachtal.

Zudem gibt es einige Berghäuser und Berghütten, die nur an bestimmten Tagen geöffnet sind:
- DAV-Hütte an der Haselstaude: Diese Hütte oberhalb des Weilers Thomashof des Deutschen Alpenvereins, Sektion Schweinfurt, ist nur zu Fuß erreichbar.
- Naturfreundehaus Marktsteinach, oberhalb von Marktsteinach.
- Tannenberghütte, bei Ottenhausen, oberhalb des Ottenhäuser Grundes, ebenfalls nur zu Fuß erreichbar.

## Wissenswertes

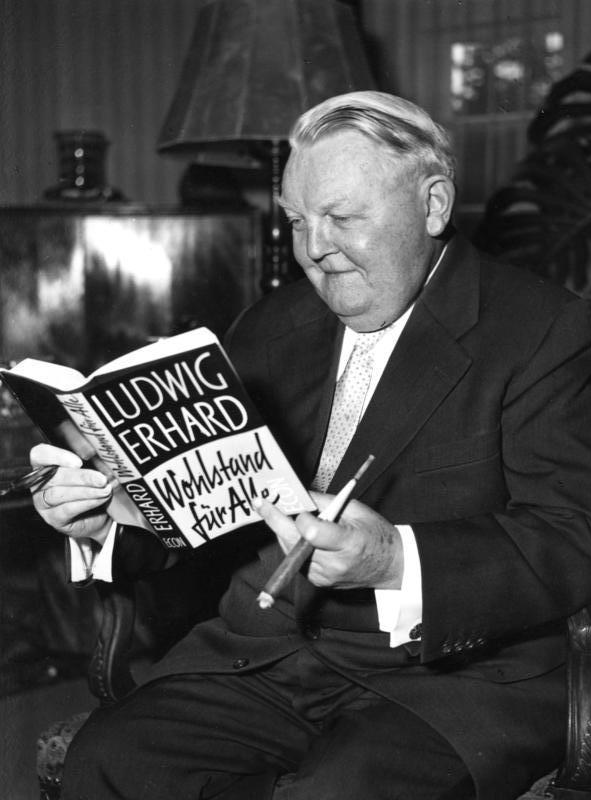
Ludwig Erhard

Drei berühmte Persönlichkeiten haben einen Bezug zu Randgebieten der Schweinfurter Rhön. Ludwig Erhards Vater stammt aus Rannungen und ging in Schweinfurt in die Lehre; der frühere Kanzler ist Rannunger Ehrenbürger. Gunter Sachs wurde auf Schloss Mainberg geboren, wo er auch seine frühe Kindheit verbrachte. Die Eltern eines der erfolgreichsten Kameraleute Hollywoods, Michael Ballhaus, gründeten das Theater Schloss Maßbach.